# Le Fidelaire
Le Fidelaire é uma comuna francesa na região administrativa da Normandia, no departamento de Eure. Estende-se por uma área de 32,86 km². Em 2010 a comuna tinha 1 037 habitantes (densidade: 31,6 hab./km²).